# Wacholderheiden Raßberg und Heidbüchel
Koordinaten: 50° 23′ 43″ N, 7° 4′ 24″ O

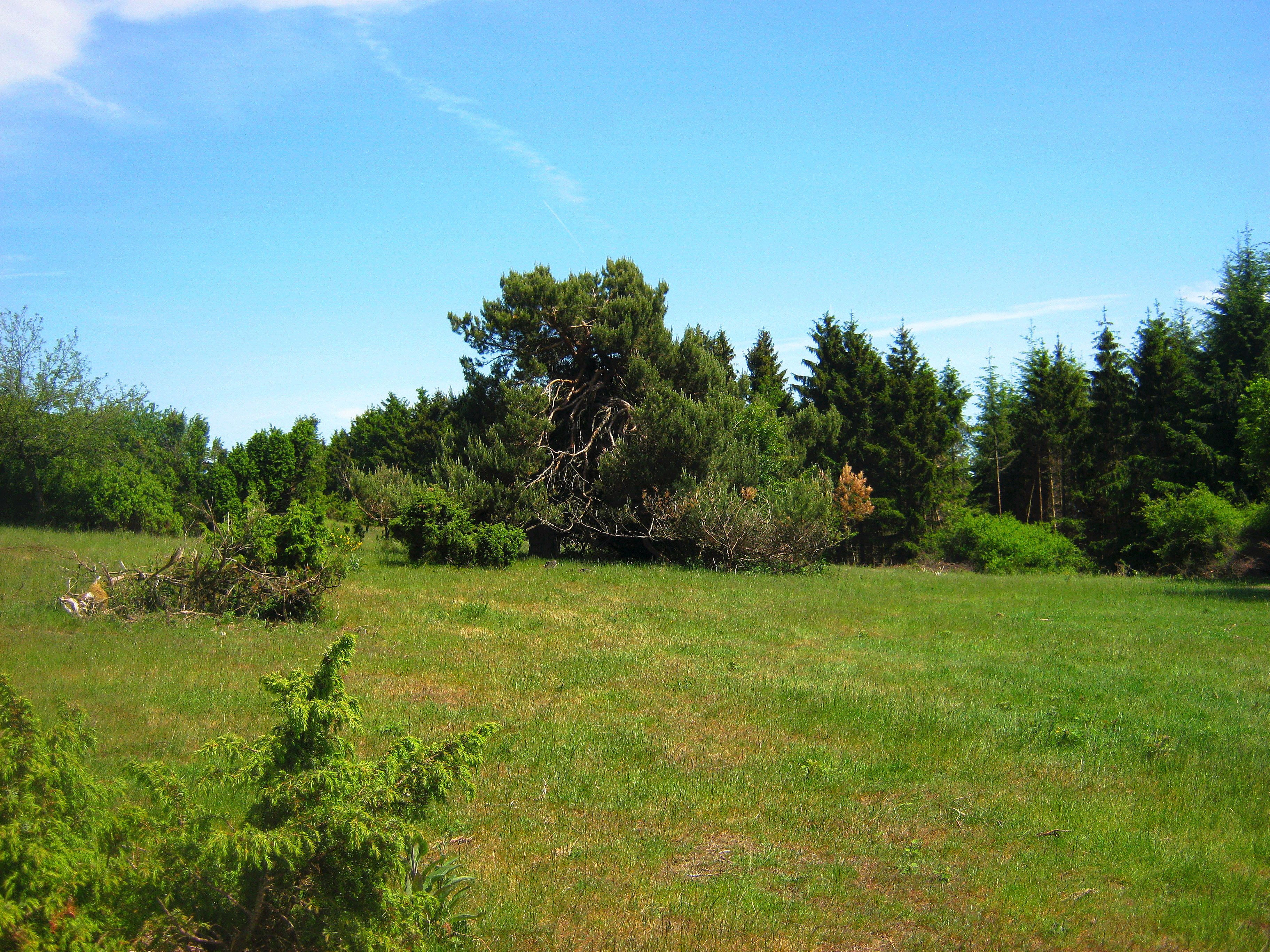
Teilfläche Heidbüchel im NSG (2015)

Die Wacholderheiden Raßberg und Heidbüchel sind ein Naturschutzgebiet im Landkreis Mayen-Koblenz in Rheinland-Pfalz. Es liegt im Landschaftsschutzgebiet „Rhein-Ahr-Eifel“ auf der Gemarkung der Ortsgemeinde Arft. Es gliedert sich in zwei räumlich getrennte Teilflächen, die Wacholderheide am Raßberg und das Wacholdergebiet Heidbüchel.

## Beschreibung
Die beiden Teilflächen haben eine Größe von ca. 24 Hektar. Schutzzweck ist die Erhaltung der Wacholderheiden als Lebensgemeinschaft wildwachsender in ihrem Bestand bedrohter Pflanzen aus wissenschaftlichen Gründen und wegen ihrer besonderen landschaftlichen Eigenart. Das Gebiet wurde am 5. Februar 1981 von der Bezirksregierung Koblenz unter Schutz gestellt. Es trägt die Gebietsnummer „NSG-7137-008“.